# Frederick Octavius Pickard-Cambridge
Pour les articles homonymes, voir Pickard-Cambridge.
Frederick Octavius Pickard-Cambridge (3 novembre 1860 - 9 février 1905 à Wimbledon) est un arachnologiste britannique.
F. O. Pickard-Cambridge est né à Warmwell, Dorset.
Son oncle, Octavius Pickard-Cambridge (1828-1917) fut aussi un arachnologiste. Ils sont souvent confondus.